# Aleksandr Dawydow
Aleksandr Romanowicz Dawydow (Алекса́ндр Рома́нович Давы́дов; ur. 25 stycznia 1937 w Moskwie, zm. 20 listopada 2012 tamże) – radziecki i rosyjski reżyser oraz animator. Był synem Romana Dawydowa również reżysera i animatora filmów rysunkowych.
Za film Powrót marnotrawnej papugi (odc. 2) otrzymał nagrodę "Nika" w nominacji "Najlepszy film animowany" (1987). Zmarł 20 listopada 2012 w Moskwie w wieku 75 lat.

## Wybrana filmografia

### Animator
- 1960: O wozie, co każde koło miał inne
- 1964: Calineczka
- 1965: Pastereczka i kominiarczyk
- 1969: Balerina na łodzi
- 1969: Czterej muzykanci z Bremy
- 1969: Ja chcę słonia
- 1973: Maugli
- 1973: Piotruś i Reks
- 1976-1980: O kotku, który miał na imię Hau (odc. 1-4)
- 1977: Naprzód marsz, już czas!
- 1979: Strzelnica
- 1980-1993: Wilk i Zając (odcinki 13 i 17)

### Reżyser
- 1983: Psie zawody
- 1987: Powrót marnotrawnej papugi (drugi film z serii)
- 2002: Утро попугая Кеши
- 2005: Новые приключения попугая Кеши

## Nagrody
- 1987: Nagroda "Nika" za film Powrót marnotrawnej papugi w kategorii "Najlepszy film animowany"[2].